# Enteogeno

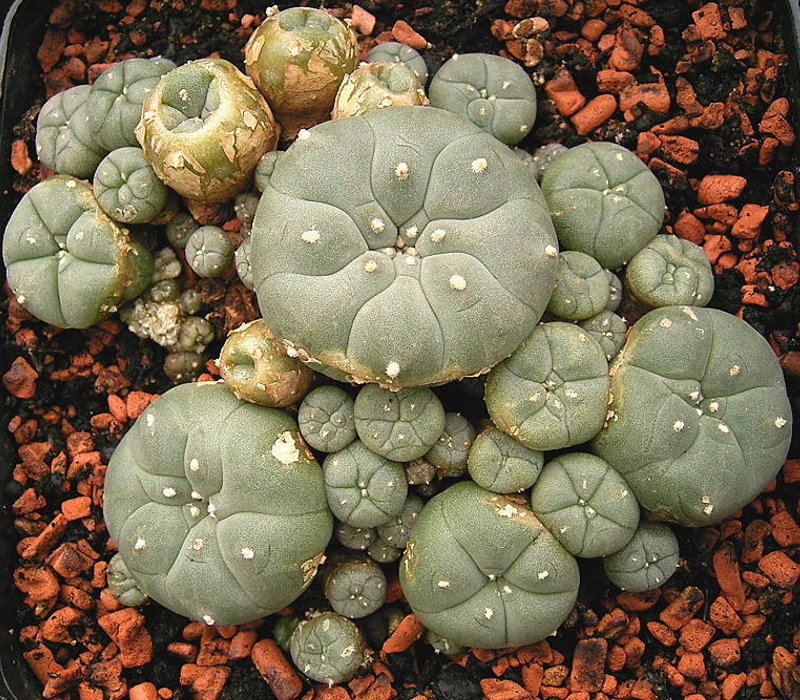
Un gruppo di Lophophora williamsii

Il termine enteogeno è utilizzato generalmente per indicare particolari sostanze psicoattive, caratterizzate da un marcato effetto psichedelico o allucinogeno, che favoriscono esperienze mistiche e spirituali. Per questi motivi sono usate in tutti i continenti da millenni da numerosi popoli con tradizioni sciamaniche o da parte di religioni organizzate. Nelle società del passato e in quelle che fino a oggi adoperano questi composti essi rappresentano un importante mezzo per l'incontro con il proprio mondo spirituale, per creare maggiore connessione con gli altri, soprattutto per fini terapeutici di cura, per entrare in relazione con i propri dei e per raggiungere l'estasi religiosa.

## Etimologia
L'etimo è un neologismo derivato dal greco antico e formato da ἔνθεος (entheos) e γενέσθαι (genesthai), che letteralmente significa "che ha Dio al suo interno" o "che mette in esistenza il Dio". Il termine è stato coniato nel 1979 da un gruppo di etnobotanici e studiosi di mitologia e religioni (Carl AP Ruck, Jeremy Bigwood, Danny Staples, Richard Evans Schultes, Jonathan Ott e R. Gordon Wasson); viene solitamente utilizzato in contrasto con un uso puramente ricreativo delle medesime sostanze. A differenza di quest'ultimo, si tratta di un uso della sostanza che mette il soggetto in una condizione psico-fisica tale da sentirsi improvvisamente ispirato o da percepire sensazioni di "ispirazione divina", spesso in una maniera riconducibile alla sfera religiosa o spirituale. È da specificare come il focus cognitivo verso una percezione, che miri all'ispirazione o al ritrovarsi in un contesto trascendente, sia strettamente e comunque legato alla sensibilità psicologica dell'individuo in sé.

## Sostanze enteogene più comuni

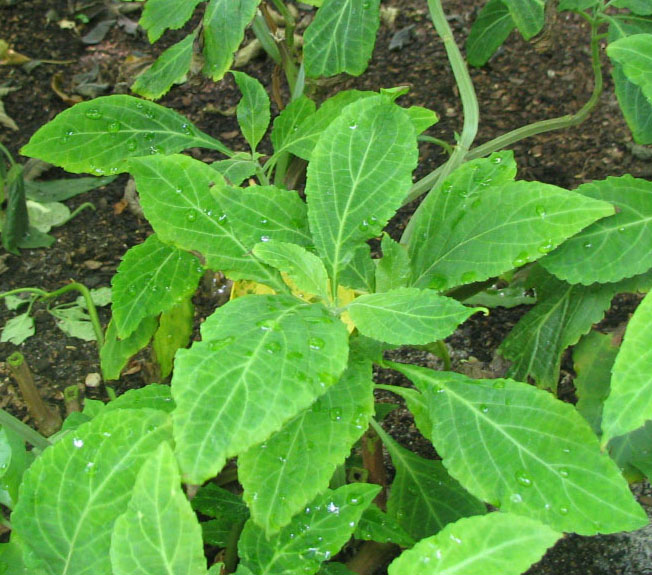
Piante di Salvia divinorum

- mescalina
- psilocibina
- psilocina
- acido ibotenico
- muscimolo
- baeocistina
- bufotenina
- dimetiltriptamina
- 5-MeO-DMT
- 2C-B
- THC
- LSD
- ergina
- efedrina
- salvinorina A
- atropina
- scopolamina
- miristicina
- ibogaina
- glaucina
- ketamina
- destrometorfano

## Popoli che usano tradizionalmente enteogeni
- Bwiti
- Chiesa nativa americana
- Mazatechi
- Wirrarika
- Santo Daime
- Tarahumara
- Raramuri
- Popoli andini
- Indios amazzonici
- Fang, Babongo, Mitsogo
- Xhosa